# Dies religiosus
Il dies religiosus era una tipologia di giorno non ufficiale nel calendario romano.
Nei dies religiosi la superstizione sconsigliava qualsiasi attività di tipo sacro o profano, in quanto considerate giornate maledette dalla sfortuna. Questa connotazione non comportava divieti severi come quelli vigenti nei giorni nefasti, ma solo un avvertimento da seguire a discrezione del cittadino.
L'origine di questa credenza derivava dalla coincidenza di sventure occorse nella stessa data.
Un esempio ne era il 18 luglio: nel 477 a.C. era avvenuta una strage per la gens Fabia presso il fiume Cremera nella battaglia omonima; nel 390 a.C. l'esercito romano aveva subito una sconfitta presso il fiume Allia.
Il 2 aprile era considerato uno dei dies religiosus.